# معاهدة لندن البحرية
معاهدة لندن البحرية ورسميًا معاهدة الحد من التسليح البحري وتقليصه، كانت اتفاقية بين المملكة المتحدة واليابان وفرنسا وإيطاليا والولايات المتحدة وقعت في 22 أبريل 1930. سعياً إلى معالجة القضايا التي لم يتم تناولها في معاهدة واشنطن البحرية لعام 1922، والتي وضعت حدوداً لحمولات السفن الحربية السطحية لكل دولة، نظمت الاتفاقية الجديدة حرب الغواصات، وفرضت المزيد من الرقابة على الطرادات والمدمرات، وحدت من بناء السفن البحرية.
تم تبادل التصديقات في لندن في 27 أكتوبر 1930، ودخلت المعاهدة حيز التنفيذ في نفس اليوم، لكنها كانت غير فعالة إلى حد كبير. تم تسجيل المعاهدة في سلسلة معاهدات عصبة الأمم في 6 فبراير 1931.

## مؤتمر

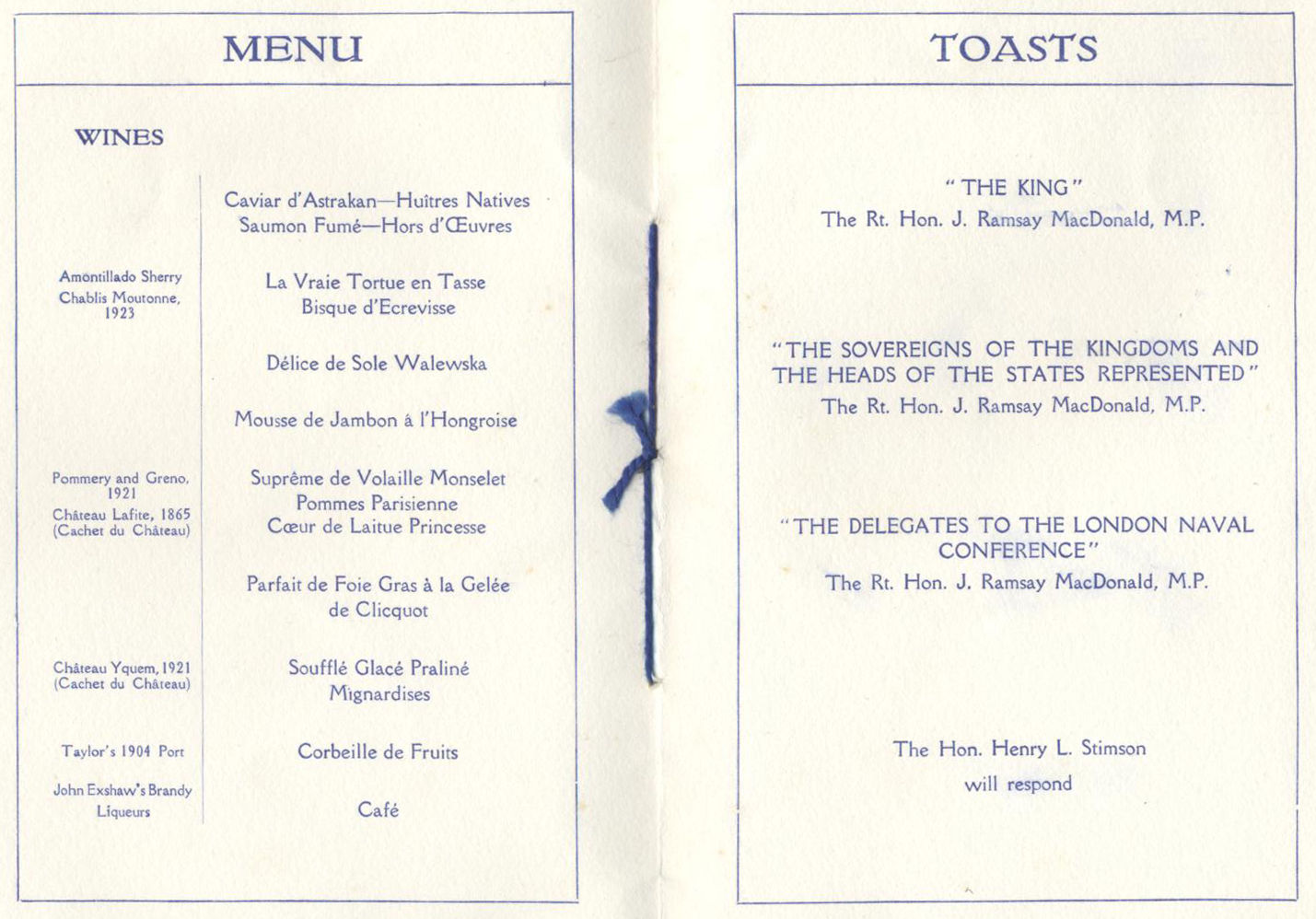
قائمة الأنخاب الرسمية في العشاء الرسمي الذي افتتح به مؤتمر لندن البحري عام 1930

ويظل توقيع المعاهدة مرتبطاً ارتباطاً وثيقاً بالمفاوضات الجارية، والتي بدأت قبل البداية الرسمية لمؤتمر لندن البحري عام 1930، وتطورت مع تقدم جدول المؤتمر الرسمي، واستمرت لسنوات بعد ذلك.

## بنود
اعتبرت المعاهدة بمثابة امتداد للشروط المتفق عليها في معاهدة واشنطن البحرية، وهي محاولة لمنع سباق التسلح البحري بعد الحرب العالمية الأولى.
وكان المؤتمر بمثابة إحياء للجهود التي بذلت في مؤتمر جنيف البحري عام 1927، والذي لم يتمكن المفاوضون المختلفون فيه من التوصل إلى اتفاق بسبب المشاعر السيئة بين الحكومتين البريطانية والأمريكية. ربما نشأت المشكلة في البداية من المناقشات التي جرت بين الرئيس الأمريكي هربرت هوفر ورئيس الوزراء البريطاني رامساي ماكدونالد في مخيم رابيدان عام 1929، ولكن مجموعة من العوامل أثرت على التوترات، والتي تفاقمت بسبب الدول الأخرى المشاركة في المؤتمر.
وبموجب المعاهدة، كان الإزاحة القياسية للغواصات مقيدة بـ 2000 طن، مع السماح لكل قوة كبرى بالاحتفاظ بثلاث غواصات يصل وزنها إلى 2800 طن باستثناء فرنسا التي سُمح لها بالاحتفاظ بغواصة واحدة. كما تقيد عيار مدفع الغواصة لأول مرة إلى 6.1 بوصة (155 ملم) مع استثناء واحد، حيث سُمح لغواصة فرنسية مبنية بالفعل بالاحتفاظ بمدافع عيار 8 بوصات (203 ملم). وقد وضع ذلك نهاية لمفهوم الغواصات ذات "المدفع الكبير" الذي ابتكرته الغواصات البريطانية من فئة إم والغواصات الفرنسية سوركوف.
كما نصت المعاهدة على التمييز بين الطرادات المسلحة بمدافع تصل إلى 6.1 بوصة (155 مـم) ("طرادات خفيفة" في لغة غير رسمية) من تلك التي تحمل مدافع يصل عيارها إلى 8 بوصة (203 مـم) ("الطرادات الثقيلة"). كان عدد الطرادات الثقيلة محدودًا: سُمح لبريطانيا بـ 15 بإجمالي حمولة 147 ألف طن، وسُمح للأميركيين بـ 18 بإجمالي 180 ألفًا، وسُمح لليابان بـ 12 بإجمالي 108 آلاف طن. بالنسبة للطرادات الخفيفة، لم يتم تحديد أرقام ولكن حدود الحمولة كانت 143,500 طن للأمريكيين، و192,200 طن للبريطانيين، و100,450 طن لليابانيين.
كما تم تحديد حمولة المدمرة، حيث تم تعريف المدمرات على أنها سفن يقل وزنها عن 1850 طنًا ومدافع يصل عيارها إلى 5.1 بوصة (130 مـم) . وقد سُمح للأمريكيين والبريطانيين بما يصل إلى 150 ألف طن، ولليابان 105.500 طن.
وأعلنت المادة 22 المتعلقة بالحرب البحرية أن القانون الدولي ينطبق عليها فيما يتصل بالسفن السطحية. كما يمكن إغراق السفن التجارية التي تظهر "رفضًا مستمرًا للتوقف" أو "مقاومة نشطة" دون نقل طاقم السفينة وركابها أولاً إلى "مكان آمن".
حددت المادة الثامنة المقاتلات السطحية الأصغر حجما. السفن التي يتراوح وزنها بين 600 و2000 طن، ولا يتجاوز عيار مدافعها 6 بوصة (152 مـم) بحد أقصى أربعة حوامل مدفع فوق 3 بوصة (76 مـم) بدون تسليح طوربيد وما يصل إلى 20 عقدة (37 كم/س)، معفاة من قيود الحمولة. وقد تم تصميم المواصفات القصوى حول سفن أفيسو من فئة بوغانفيل الفرنسية، والتي كانت قيد الإنشاء في ذلك الوقت.
وكانت السفن الحربية التي يقل وزنها عن 600 طن معفاة تماما أيضا. وقد أدى ذلك إلى محاولات إبداعية لاستخدام الطبيعة غير المحدودة للإعفاء مع زوارق الطوربيد الإيطالية من فئة سبيكا، وزوارق الطوربيد اليابانية من فئة تشيدوري، وزوارق الطوربيد الفرنسية من فئة لا ميلبومين، والقوارب الشراعية البريطانية من فئة كينغ فيشر.

## النتائج
وكانت المرحلة التالية لمحاولات السيطرة على الأسلحة البحرية هي مؤتمر جنيف البحري الثاني في عام 1932. واستمرت المفاوضات النشطة بين الموقعين الآخرين على المعاهدة خلال السنوات التالية.

## ملحوظات
1. ↑  U.S. Department of State. "The London Naval Conference, 1930". اطلع عليه بتاريخ 2014-03-20.
2. ↑  "Treaty for the Limitation and Reduction of Naval Armaments, (Part IV, Art. 22, relating to submarine warfare). London, 22 April 1930". مؤرشف من الأصل في 2012-07-31. اطلع عليه بتاريخ 2006-03-13.
3. ↑  John، Jordan (13 سبتمبر 2016). Warship 2016. Conway. ص. 8–10. ISBN:978-1-84486-326-6.

## قراءة إضافية
- Baker، A. D. III (1989). "Battlefleets and Diplomacy: Naval Disarmament Between the Two World Wars". Warship International. ج. XXVI ع. 3: 217–255. ISSN:0043-0374.
- Dingman, Roger. Power in the Pacific: The Origins of Naval Arms Limitation, 1914–1922 (1976)
- Goldstein, Erik, and John H. Maurer, eds. The Washington Conference, 1921–22: Naval Rivalry, East Asian Stability and the Road to Pearl Harbor (Taylor & Francis, 1994).
- Maurer, John, and Christopher Bell, eds. At the Crossroads between Peace and War: The London Naval Conference in 1930 (Naval Institute Press, 2014).
- Redford, Duncan. "Collective Security and Internal Dissent: The Navy League's Attempts to Develop a New Policy towards British Naval Power between 1919 and the 1922 Washington Naval Treaty." History 96.321 (2011): 48–67.
- Roskill, Stephen. Naval Policy Between Wars. Volume I: The Period of Anglo-American Antagonism 1919–1929 (Seaforth Publishing, 2016).
- Steiner, Zara S. (2005). The Lights that Failed: European International History 1919–1933. Oxford: Oxford University Press. (ردمك 978-0-19-822114-2)ISBN 978-0-19-822114-2؛ OCLC 58853793

## روابط خارجية
- نص المعاهدة